# Sascha Klein
Sascha Klein (Eschweiler (Renânia), 12 de setembro de 1985) é um saltador alemão. Especialista na plataforma, medalhista olímpica 

## Carreira
Sascha Klein representou seu país nos Jogos Olímpicos de Verão de 2008 a 2016, na qual conquistou uma medalha de prata, na plataforma sincronizado com Patrick Hausding em Pequim 2008 